# San Antonio Bellavista, Teopisca
San Antonio Bellavista är en ort i Mexiko.   Den ligger i kommunen Teopisca och delstaten Chiapas, i den sydöstra delen av landet, 800 km öster om huvudstaden Mexico City. San Antonio Bellavista ligger 2 136 meter över havet och antalet invånare är 155.
Terrängen runt San Antonio Bellavista är kuperad åt nordost, men åt sydväst är den bergig. Runt San Antonio Bellavista är det ganska tätbefolkat, med 104 invånare per kvadratkilometer. Närmaste större samhälle är San Cristóbal de las Casas, 19,9 km nordväst om San Antonio Bellavista. I omgivningarna runt San Antonio Bellavista växer huvudsakligen savannskog.